# Haseki Ajše sultanija (supruga Osmana II)
Haseki Ajše sultanija (? — 1640) bila je supruga osmanskog sultana Osmana II. 
Vrlo malo se zna o njenoj biografiji. Jedino se zna njeno ime, da je bila supruga Osmana II i da je umrla 1640. godine.
Bila je glavna haseki sultanija u doba njegove vladavine. Njegove druge konkubine su bile Haseki Meleksime sultanija i Akile Hatun, ali Ajše mu je bila omiljena. Neki izvori tvrde da sultan Osman nije imao nijednu haseki sultaniju, ali i neki izvori tvrde da je imao. Njen suprug Osman II nije bio značajan vladar jer je bio vrlo mlad i nije imao valide sultaniju (majku sultaniju) da ga savetuje. Zbog ovih uslova ni Ajše nije mogla postati značajna sultanija kao Hurem, Hafsa ili Mahpejker Kosem. Posle njegove smrti, živela je u Starom Eski saraju do svoje smrti 1640. godine.